# Echinophyllia
Echinophyllia ist eine Gattung der Steinkorallen, die im Roten Meer und im tropischen Indopazifik, nördlich bis Japan und östlich bis zum südlichen Zentralpazifik vorkommt. Die Arten dieser Gattung leben in der mäßigen Strömung an unteren Riffhängen.

## Merkmale
Die Wuchsform ihrer eher filigranen, und oft zerbrechlichen Kolonien ist platten-, rosetten- oder krustenförmig. Sie sind oft nur mit dem Zentrum der Kolonie am Untergrund festgewachsen. Die Oberfläche der Kolonie wirkt stachelig. Die Koralliten sind röhrenförmig. Oft ist ein Zentralkorallit deutlich sichtbar, die anderen Koralliten werden dann Radiärkoralliten genannt.
Die Korallen ernähren sich hauptsächlich mit Hilfe ihrer symbiotischen Zooxanthellen. Die Farbe variiert und kann Graublau, Grün, Gelb, Braun oder Violett sein.

## Systematik
Echinophyllia wird in der traditionellen Steinkorallensystematik in die, in ihrer heutigen Zusammensetzung polyphyletischen Familie Mussidae gestellt. Molekulare Studien haben erwiesen, dass die traditionelle Systematik, die vor allem auf Merkmalen der Skelettmorphologie basierte, nicht der tatsächlichen Verwandtschaft entsprach. 2012 wurde für die Verwandtschaftsgruppe („Kladen XVIII bis XX“ der molekularen Studien) die Familie Lobophylliidae neu aufgestellt.